# Licaria subbullata
Licaria subbullata är en lagerväxtart som beskrevs av André Joseph Guillaume Henri Kostermans. Licaria subbullata ingår i släktet Licaria och familjen lagerväxter. Inga underarter finns listade i Catalogue of Life.